# إنفلوران
إنفلوران هو مخدر طيار شبيه بالهالوثان من مجموعة الفلورانات. له تأثير منوم ومرخي للعضلات جيد وتأثير مسكن ضعيف. لم يعد يستعمل عالمياً.

## الكيمياء وعلم الأدوية
إنفلوران له معامل تقسيم غاز دم يبلغ 1,9 أي عند تركيز 1 حجم مئوي في أسناخ الرئة يبلغ التركيز في الدم 1,9 حجم مئوي. ينتج من ذلك أن طوري الغفيان والاستيقاظ متوسطي السرعة. التركيز السنخي الأصغري يبلغ 1,68 % وبذلك فإن قوته مقاربة لقوة الأيزوفلوران. إنفلوران قليل الإثارة للمخاطية. معدل استقلاب الإنفلوران يبلغ 2-3 %، وبذلك فإن احتمال أذية الكبد ضئيل. أهمية مركبات الفلوريد الناجمة عن ذلك غير معروفة. الإنفلوران يزيد الأهبة للتشنج ونترات العضلات حتى الرمع وكذلك حالات الصرع وخاصة بالترابط مع نقص التهوية. أثر الإنفلوران الخافض لضغط الدم أشد من أثر المهدرات الاستنشاقية الأخرى. كما المخدرات الحقنية الأخرى فإن الإنفلوران يزيد الضغط في الدماغ ويولد فرط حرارة خبيث وكذلك بورفورية.